# Revengegrundet
Revengegrundet är ett grund försett med en mellanstor svartröd kassunfyr byggd år 1961. Fyren är belägen cirka 3,5 NM ostsydost om Sandhamn på Sandön i Djurö socken i Stockholms mellersta skärgård. 
Revengegrundet ersatte Grönskärs fyr när denna släcktes. 
Startlinjen för havskappseglingen, som fram till och med år 2010, hette Gotland Runt därefter ÅF Offshore Race, och numer återigen Gotland Runt, låg i det öppna vattenområdet 0,7 NM nordväst om Revengegrundet.
Namnet Revengegrundet kommer sig av att det engelska linjeskeppet HMS Revenge gick på grundet sommaren 1862. Revenge blev endast lätt skadat och reparerades i Portsmouth i oktober samma år. Enligt uppgift skall grundet ha varit okänt tidigare.